# Anny Boxler
Anny Boxler (* 27. April 1914 in Grabs; † 22. August 2001 in Rebstein) war eine Schweizer Vertreterin der Naiven Malerei.

## Leben und Werk
Anna Boxler, genannt Anny, stammte aus einer armen Familie. Der Vater war Sticker und häufig arbeitslos; die Mutter betätigte sich als Heimarbeiterin. Mit 16 Jahren begann Anny Boxler in einer Papierfabrik zu arbeiten. Später war sie in verschiedenen Textilfabriken angestellt. Sie wechselte häufig die Arbeitsstelle und damit auch den Wohnort, lebte aber meist im St. Galler Rheintal.
Anny Boxler begann schon früh mit dem Malen und Zeichnen. Nach einem Zusammenbruch, hervorgerufen durch den Tod der Eltern, intensivierte sie diese Tätigkeit. Sie fing an, ihre meist signierten Werke auszustellen, konnte sie regelmässig verkaufen und nahm auch Aufträge an. Die Bildverkäufe ermöglichten es ihr sogar, ein einfaches, altes Haus zu kaufen. Neben Landschaften, Genres, fantastischen Szenen und Traumbildern malte sie auch Porträts und mit zunehmendem Alter vermehrt biblische Szenen.
Anny Boxler betätigte sich auch musikalisch: Sie sang, spielte Geige, Gitarre und Klavier und gehörte dem Orchesterverein Widnau an.
Das Museum im Lagerhaus in St. Gallen besitzt dank der 2014 erworbenen Sammlung von Mina und Josef John einen grossen Bestand an Werken von Anny Boxler.

## Ausstellungen
- 1984: Realisten der Sehnsucht, Olten, Stadthaus (Gruppenausstellung)
- 1988: St. Gallen, Regierungsgebäude (Gruppenausstellung)
- 2000: Meine Freunde, die ungelernten Meister, Kunstmuseum des Kantons Thurgau, Kartause Ittingen (Gruppenausstellung)
- 2006–2007: Schnee, Schnee, Schnee, Herrliberg, Kunsthäuschen (Gruppenausstellung)
- Bibel in Bildern, Kloster Maria der Engel, Appenzell (Gruppenausstellung)
- 2013: Ein Jahr voll Kunst, Museum im Lagerhaus, St. Gallen (Gruppenausstellung)
- 2015: Die Sammlung Mina und Josef John, Museum im Lagerhaus, St. Gallen (Gruppenausstellung)

## Selbstzeugnisse
- Meine Zeit war gut ausgefüllt. Das Leben der Anna Boxler. In: Du, Jg. 43, 1983, S. 34–36, 94–95.